# Središnjica elektroničkog izviđanja
Središnjica elektroničkog izviđanja (kratica: SEI) bila je pristožerna postrojba Glavnog stožera Oružanih snaga RH koja je djelovala u okviru vojno-obavještajnog sustava Republike Hrvatske. Krajem 2014., zajedno s Vojnoobavještajnom bojnom, preustrojena je u Središnjicu za obavještajno djelovanje.
Središnjica je provodila strateško elektroničko izviđanje za potrebe obavještajnog osiguranja na najvišim razinama odlučivanja i zapovijedanja te elektroničko djelovanje u potpori izvođenja operacija Oružanih snaga. Podaci prikupljeni elektroničkim izviđanjem obrađivali su se i distribuirali korisnicima u sklopu jedinstvenog obavještajnog sustava u Hrvatskoj. Prema Zakonu o sigurnosno-obavještajnom sustavu Republike Hrvatske provodila je strategijsko elektroničko izviđanje za potrebe SOA-e i VSOA-e. 
U svojem sastavu integrirala je elemente za elektroničko izviđanje i elektroničko djelovanje u OS RH, a u djelovanju u operacijama komplementarno se nadopunjavala s Vojno-obavještajnom bojnom HKoV-a. Središnjica je brojila oko 400 pripadnika profesionalnog sastava.
Odlukom ministra obrane RH 7. listopada 1991. godine osnovan je Glavni centar za elektroničko izviđanje i protuelektroničko djelovanje Zbora Narodne garde, prethodnica današnje SEI. Tada je temeljna zadaća postrojbe bila prikupljanje obavještajnih podataka elektroničkim izviđanjem zemalja u okruženju i ostalog tada okupiranog područja Hrvatske. Time je pružana potpora provođenju svih vojnih operacija HV-a, kao i obavještajnom sustavu i sustavu nacionalne sigurnosti RH.

## Poveznice
- Središnjica za obavještajno djelovanje
- Sigurnosno-obavještajni sustav u Hrvatskoj‎
- Glavni stožer OS RH